# Santa María Tepantlali
Santa María Tepantlali är en kommun i Mexiko.   Den ligger i delstaten Oaxaca, i den sydöstra delen av landet, 400 km sydost om huvudstaden Mexico City.
Följande samhällen finns i Santa María Tepantlali:
- Xambao
- Mosquito Blanco
- Cerro Campana
- Orilla del Mar
- Río Paloma